# Romane Munich
Pour les articles homonymes, voir Munich (homonymie).
Romane Munich, née le 6 octobre 1994 à Bitche en Moselle, est une ancienne footballeuse française qui évoluait au poste de gardienne de but. 

## Biographie

### Carrière en club
Romane Munich commence le football à l'âge de six ans mais joue dans les buts depuis l'âge de huit ans. Formée à l'AS Montbronn et à l'AS Sarreguemines, elle joue d'abord en Allemagne au FSV Jägersburg (en) puis au 1. FC Sarrebruck. Puis, en 2012, elle retourne en France, au FC Vendenheim en 2012 pendant deux saisons. De 2014 à 2016, elle garde les buts de l'AS Nancy-Lorraine en D2.
En juin 2016, elle signe à l'ASJ Soyaux en Division 1.
À la suite du dépôt de bilan (SAS) et de rétrogradation administratif lors de la fin de la saison 2022-2023 , elle met un terme à sa carrière de joueuse professionnelle.
Mais elle ne quitte pas le monde du football pour autant , vu qu'elle c'est reconvertie en entraîneuse des gardiens dans un club amateur de la Charente qui est l'étoile sportive de Mornac. 

### Carrière en sélection
Passée par presque toutes les sélections de jeunes, Romane Munich a surtout disputée des matchs amicaux, à l'exception de deux matchs de qualifications pour l'Euro U17 2011 et l'Euro U19 2012. Elle fait partie de la sélection finaliste de l'Euro U17 2011, mais ne dispute aucun match.

## Statistiques
| Saison                | Club                  | Championnat           | Championnat | Championnat | Coupe(s) nationale(s) | Coupe(s) nationale(s) | Total | Total |
| Saison                | Club                  | Division              | M.          | B.          | M.                    | B.                    | M.    | B.    |
| 2012-2013             | FC Vendenheim         | Division 1            | 21          | 0           | 3                     | 0                     | 24    | 0     |
| 2013-2014             | FC Vendenheim         | Division 2            | 22          | 0           | 1                     | 0                     | 23    | 0     |
| Sous-total            | Sous-total            | Sous-total            | 43          | 0           | 4                     | 0                     | 47    | 0     |
| 2014-2015             | AS Nancy-Lorraine     | Division 2            | 18          | 0           | 3                     | 0                     | 21    | 0     |
| 2015-2016             | AS Nancy-Lorraine     | Division 2            | 22          | 0           | 0                     | 0                     | 22    | 0     |
| Sous-total            | Sous-total            | Sous-total            | 40          | 0           | 3                     | 0                     | 43    | 0     |
| 2016-2017             | ASJ Soyaux            | Division 1            | 22          | 0           | 3                     | 0                     | 25    | 0     |
| 2017-2018             | ASJ Soyaux            | Division 1            | 20          | 0           | 3                     | 0                     | 23    | 0     |
| 2018-2019             | ASJ Soyaux            | Division 1            | 22          | 0           | 1                     | 0                     | 23    | 0     |
| 2019-2020             | ASJ Soyaux            | Division 1            | 14          | 0           | 2                     | 0                     | 16    | 0     |
| Sous-total            | Sous-total            | Sous-total            | 78          | 0           | 9                     | 0                     | 87    | 0     |
| Total sur la carrière | Total sur la carrière | Total sur la carrière | 161         | 0           | 16                    | 0                     | 177   | 0     |

## Palmarès
France -17 ans
- Euro -17 ans
  - Finaliste : 2011